# Subwoolfer
Subwoolfer — норвежский дуэт, который после победы на Melodi Grand Prix 2022 получил право представлять Норвегию с песней «Give That Wolf a Banana» на конкурсе «Евровидение-2022» в Турине, Италия.

## История
Впервые дуэт появился на публике 10 января 2022 года, когда NRK объявила, что Subwoolfer являются одними из финалистов Melodi Grand Prix 2022. Участники дуэта выступают на публике в масках, перчатках и костюмах, а его участники не раскрывают свои личности — вместо этого называют себя «Кит» и «Джим». Название группы является сочетанием слов «subwoofer» и «wolf» — английское слово, которое переводится как «волк» и является темой дуэта.
Специально для Melodi Grand Prix Subwoolfer играли на своей анонимности и избегали ответов на вопросы прессы о том, кем они являются. Зато этот дуэт придумал историю о том, что Subwoolfer был основан 4,5 миллиарда лет назад, живут на Луне и «музыкально покорили каждую планету». Тайна вокруг дуэта вызвала предположения о том, кто может скрываться за масками. Среди предполагаемых лиц названы варианты: Гауте Ормосен и Бен Адамс, Sirkus Eliassen, братья Ylvis, Эрик и Крис.
Subwoolfer стали автофиналистами Melodi Grand Prix 2022 со своей песней «Give That Wolf a Banana». Они должны были исполнить свою песню во время третьего полуфинала 29 января 2022 года, однако в связи с положительным тестом на COVID-19 их выступление было перенесено на четвертый полуфинал. В итоге Subwoolfer стали победителями в финале Melodi Grand Prix 2022, который состоялся 19 февраля 2022 года, и представили Норвегию на конкурсе «Евровидение-2022», заняв 10 место и получив 182 балла.
Во время Melodi Grand Prix 2023 раскрыли себя. За масками оказались Бен Адамс и Гауте Ормосен.

## Дискография

### Синглы
| Название                            | Год  | Альбом      |
| ----------------------------------- | ---- | ----------- |
| «Give That Wolf a Banana»           | 2022 | вне альбома |
| «Give That Wolf a Romantic Banana»  | 2022 | вне альбома |
| «Melocoton (The Donka Donk Song)»   | 2022 | вне альбома |
| «Howling»                           | 2022 | вне альбома |
| «Having Grandma Here For Christmas» | 2022 | вне альбома |